# Miquel Moragas i Font
Miquel Moragas i Font (Premià de Mar, 1874 - Argentona, 7 d'octubre de 1936) fou alcalde de Premià de Mar del 1926 al 1930, mort assassinat durant la guerra civil espanyola.
Natural de Premià de Mar, era vidu amb dues filles, alcalde de Premià durant la Dictadura de Primo de Rivera del 1926 al 1930, persona de dretes, principal accionista de la fabrica Casa Roura Indústries i Fundicions SA. També era pràctic del port de Barcelona i capità de la marina mercant.
Al esclatar la guerra civil algú li aconsellà de marxar en un dels vapors als que havia de pujar pel seu ofici de pràctic del port; però ell no va creure mai que la seva trajectòria humana pogués crear-li enemics a Premià, perquè fins i tot havia donat als treballadors de la foneria la seva participació en quantitat important, això sense comptar el que havia fet en l'administració municipal.
Segons la Causa General, a la referència “Estado Número 3, Miquel Moragas vivia a Barcelona”, si bé també tenia casa al poble. Va ser detingut a la ciutat de Barcelona pel Comitè Revolucionari de Guerra i traslladat a Premià de Mar, a Can Mayolas (seu del Comitè de Defensa local). Allí va rebre molts turments i a altes hores de la nit del 7 d'octubre de 1936 va ser traslladat en cotxe al Coll de Parpers (Argentona), on l'assassinaren, després ruixaren el cadàver amb gasolina i el cremaren.
L'endemà va ser trobat pels seus familiars a una cuneta de la carretera i traslladat a Òrrius (Maresme). Sembla que el comitè de l'empresa Roura s'oposà al seu assassinat; però, malauradament, tres persones relacionades amb el Comitè Local de Defensa van pugnar per la seva mort. La seva defunció consta al registre 3 civil de La Roca (Vallès Oriental). Durant la postguerra Premià de Mar li dedicà una font a la Plaça Nova i ara té un carrer dedicat al nucli antic del poble de Premià de Mar.